# 5. etape af PostNord Danmark Rundt 2025
5. etape af PostNord Danmark Rundt 2025 er en 157,62 km lang flad etape med en samlet stigning på 1.535 m. Den bliver kørt den 16. august 2025 med start i Hobro og mål i Silkeborg. Det er løbets sidste etape.
Det er tredje gang at Hobro er startby for en etape i Danmark Rundt. Det er første gang i løbets historie at det afgøres i Silkeborg. Af jyske byer har kun Aarhus og Vejle haft den afsluttende etape. 2. etape af PostNord Danmark Rundt 2023 var seneste gang at Silkeborg var en del af Danmark Rundt. Ligesom dengang, og i 2019, skal etapen afgøres ved at rytterne flere gange skal op ad bakken på Hvinningdalvej. I 2025 er målstregen flyttet til toppen af bakken.

## Resultater

### Etaperesultat
| \| Etaperesultat \| Etaperesultat \| Etaperesultat \| Etaperesultat \| Etaperesultat \| \| Rytter \| Rytter \| Hold \| Tid \| \| \| ------------- \| -------------------- \| -------------------------- \| ------------- \| ------------- \| \| 1. \| Mads Pedersen \| Lidl-Trek \| 3t 27' 44" \| \| \| 2. \| Axel Zingle \| Team Visma \\| Lease a Bike \| + 0" \| \| \| 3. \| Jakob Söderqvist \| Lidl-Trek \| + 0" \| \| \| 4. \| Matyáš Kopecký \| Team Novo Nordisk \| + 0" \| \| \| 5. \| Søren Kragh Andersen \| Lidl-Trek \| + 5" \| \| \| 6. \| Mattias Skjelmose \| Lidl-Trek \| + 22" \| \| \| 7. \| Milan Menten \| Lotto \| + 22" \| \| \| 8. \| Axel van der Tuuk \| Euskaltel-Euskadi \| + 22" \| \| \| 9. \| Mirco Maestri \| Team Polti VisitMalta \| + 22" \| \| \| 10. \| Carl-Frederik Bévort \| Uno-X Mobility \| + 22" \| \| |                      |                            |            |
| |                      |                            |            |
| Kilder: ProCyclingStats Cycling Quotient |                      |                            |            |
| Etaperesultat |                      |                            |            |
| Rytter | Rytter               | Hold                       | Tid        |
| 1. | Mads Pedersen        | Lidl-Trek                  | 3t 27' 44" |
| 2. | Axel Zingle          | Team Visma \| Lease a Bike | + 0"       |
| 3. | Jakob Söderqvist     | Lidl-Trek                  | + 0"       |
| 4. | Matyáš Kopecký       | Team Novo Nordisk          | + 0"       |
| 5. | Søren Kragh Andersen | Lidl-Trek                  | + 5"       |
| 6. | Mattias Skjelmose    | Lidl-Trek                  | + 22"      |
| 7. | Milan Menten         | Lotto                      | + 22"      |
| 8. | Axel van der Tuuk    | Euskaltel-Euskadi          | + 22"      |
| 9. | Mirco Maestri        | Team Polti VisitMalta      | + 22"      |
| 10. | Carl-Frederik Bévort | Uno-X Mobility             | + 22"      |

### Klassement efter etapen
| \| Samlede stilling \| Samlede stilling \| Samlede stilling \| Samlede stilling \| Samlede stilling \| \| Rytter \| Rytter \| Hold \| Tid \| \| \| ---------------- \| -------------------- \| ---------------------- \| ---------------- \| ---------------- \| \| 1. \| Mads Pedersen \| Lidl-Trek \| 15t 08' 16" \| \| \| 2. \| Jakob Söderqvist \| Lidl-Trek \| + 1' 28" \| \| \| 3. \| Niklas Larsen \| BHS-PL Beton Bornholm \| + 1' 30" \| \| \| 4. \| Lukáš Kubiš \| Unibet Tietema Rockets \| + 1' 50" \| \| \| 5. \| Alec Segaert \| Lotto \| + 1' 59" \| \| \| 6. \| Søren Kragh Andersen \| Lidl-Trek \| + 2' 04" \| \| \| 7. \| Axel van der Tuuk \| Euskaltel-Euskadi \| + 2' 27" \| \| \| 8. \| Mattias Skjelmose \| Lidl-Trek \| + 2' 31" \| \| \| 9. \| Matyáš Kopecký \| Team Novo Nordisk \| + 2' 34" \| \| \| 10. \| Tibor Del Grosso \| Alpecin-Deceuninck \| + 2' 36" \| \| |                      |                        |             |
| |                      |                        |             |
| Kilder: ProCyclingStats Cycling Quotient |                      |                        |             |
| Samlede stilling |                      |                        |             |
| Rytter | Rytter               | Hold                   | Tid         |
| 1. | Mads Pedersen        | Lidl-Trek              | 15t 08' 16" |
| 2. | Jakob Söderqvist     | Lidl-Trek              | + 1' 28"    |
| 3. | Niklas Larsen        | BHS-PL Beton Bornholm  | + 1' 30"    |
| 4. | Lukáš Kubiš          | Unibet Tietema Rockets | + 1' 50"    |
| 5. | Alec Segaert         | Lotto                  | + 1' 59"    |
| 6. | Søren Kragh Andersen | Lidl-Trek              | + 2' 04"    |
| 7. | Axel van der Tuuk    | Euskaltel-Euskadi      | + 2' 27"    |
| 8. | Mattias Skjelmose    | Lidl-Trek              | + 2' 31"    |
| 9. | Matyáš Kopecký       | Team Novo Nordisk      | + 2' 34"    |
| 10. | Tibor Del Grosso     | Alpecin-Deceuninck     | + 2' 36"    |

#### Pointkonkurrencen
| Pointkonkurrence | Pointkonkurrence       | Pointkonkurrence           | Pointkonkurrence | Pointkonkurrence |
| Rytter           | Rytter                 | Hold                       | Point            |                  |
| ---------------- | ---------------------- | -------------------------- | ---------------- | ---------------- |
| 1.               | Mads Pedersen          | Lidl-Trek                  | 54 point         |                  |
| 2.               | Lukáš Kubiš            | Unibet Tietema Rockets     | 27 point         |                  |
| 3.               | Axel Zingle            | Team Visma \| Lease a Bike | 23 point         |                  |
| 4.               | Matyáš Kopecký         | Team Novo Nordisk          | 19 point         |                  |
| 5.               | Søren Wærenskjold      | Uno-X Mobility             | 15 point         |                  |
| 6.               | Jakob Söderqvist       | Lidl-Trek                  | 14 point         |                  |
| 7.               | Tibor Del Grosso       | Alpecin-Deceuninck         | 14 point         |                  |
| 8.               | Niklas Larsen          | BHS-PL Beton Bornholm      | 12 point         |                  |
| 9.               | Mattias Skjelmose      | Lidl-Trek                  | 12 point         |                  |
| 10.              | Steffen De Schuyteneer | Lotto                      | 12 point         |                  |

#### Bakkekonkurrencen
| Bjergkonkurrence | Bjergkonkurrence        | Bjergkonkurrence                       | Bjergkonkurrence | Bjergkonkurrence |
| Rytter           | Rytter                  | Hold                                   | Point            |                  |
| ---------------- | ----------------------- | -------------------------------------- | ---------------- | ---------------- |
| 1.               | Marius Innhaug Dahl     | Decathlon AG2R La Mondiale Development | 70 point         |                  |
| 2.               | Conrad Haugsted         | ColoQuick                              | 44 point         |                  |
| 3.               | Matias Malmberg         | Airtox-Carl Ras                        | 34 point         |                  |
| 4.               | Mads Würtz Schmidt      | Danmark                                | 26 point         |                  |
| 5.               | Daniel Weis             | Decathlon AG2R La Mondiale Development | 24 point         |                  |
| 6.               | Julius Johansen         | Danmark                                | 12 point         |                  |
| 7.               | Victor Vercouillie      | Team Flanders-Baloise                  | 12 point         |                  |
| 8.               | Filippo Ridolfo         | Team Novo Nordisk                      | 10 point         |                  |
| 9.               | Stian Rosenlund Richter | Airtox-Carl Ras                        | 8 point          |                  |
| 10.              | Emil Toudal             | ColoQuick                              | 8 point          |                  |

#### Ungdomskonkurrencen
| Ungdomskonkurrence | Ungdomskonkurrence     | Ungdomskonkurrence                     | Ungdomskonkurrence | Ungdomskonkurrence |
| Rytter             | Rytter                 | Hold                                   | Tid                |                    |
| ------------------ | ---------------------- | -------------------------------------- | ------------------ | ------------------ |
| 1.                 | Jakob Söderqvist       | Lidl-Trek                              | 15t 09' 44"        |                    |
| 2.                 | Alec Segaert           | Lotto                                  | + 31"              |                    |
| 3.                 | Matyáš Kopecký         | Team Novo Nordisk                      | + 1' 06"           |                    |
| 4.                 | Tibor Del Grosso       | Alpecin-Deceuninck                     | + 1' 08"           |                    |
| 5.                 | Carl-Frederik Bévort   | Uno-X Mobility                         | + 1' 15"           |                    |
| 6.                 | Kasper Haugland        | Decathlon AG2R La Mondiale Development | + 1' 30"           |                    |
| 7.                 | Arthur Blaise          | Decathlon AG2R La Mondiale Development | + 1' 41"           |                    |
| 8.                 | Antoine L'Hote         | Decathlon AG2R La Mondiale Development | + 3' 39"           |                    |
| 9.                 | Steffen De Schuyteneer | Lotto                                  | + 7' 33"           |                    |
| 10.                | Pietro Mattio          | Team Visma \| Lease a Bike Development | + 8' 38"           |                    |

#### Holdkonkurrencen
| Holdkonkurrence | Holdkonkurrence                             | Holdkonkurrence | Holdkonkurrence |
| Hold            | Hold                                        | Tid             |                 |
| --------------- | ------------------------------------------- | --------------- | --------------- |
| 1.              | Lidl-Trek                                   | 45t 27' 42"     |                 |
| 2.              | Decathlon AG2R La Mondiale Development Team | + 5' 08"        |                 |
| 3.              | Unibet Tietema Rockets                      | + 5' 28"        |                 |
| 4.              | Danmark                                     | + 7' 41"        |                 |
| 5.              | Lotto                                       | + 8' 56"        |                 |
| 6.              | Team Flanders-Baloise                       | + 11' 55"       |                 |
| 7.              | Team Visma \| Lease a Bike                  | + 12' 59"       |                 |
| 8.              | Alpecin-Deceuninck                          | + 16' 07"       |                 |
| 9.              | ColoQuick                                   | + 16' 46"       |                 |
| 10.             | Euskaltel-Euskadi                           | + 18' 57"       |                 |